# Jimmy Somerville

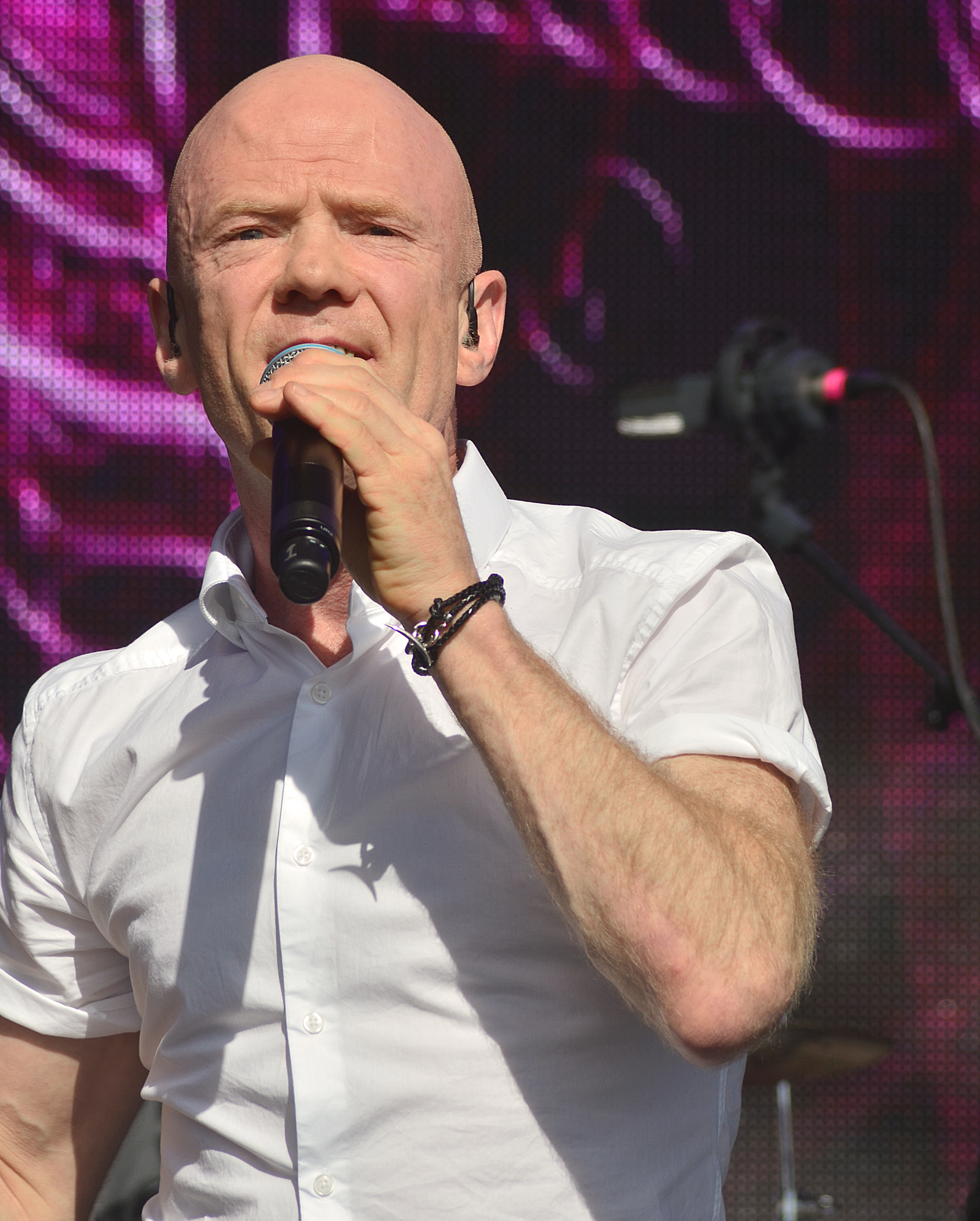
Jimmy Somerville (2015)

James William „Jimmy“ Somerville (* 22. Juni 1961 in Glasgow) ist ein britischer Popsänger und Songwriter. Er wurde in den 1980er Jahren als Sänger der Bands Bronski Beat und The Communards bekannt, später arbeitete er auch solo.

## Leben
Somerville wurde 1961 im schottischen Glasgow geboren, wo er auch aufwuchs. 1980 zog er nach London, wo er 1983 Mitbegründer der Gruppe Bronski Beat wurde. Der erste Hit der Band, Smalltown Boy, hielt sich über 30 Wochen in der deutschen Hitparade. Es folgten weitere Chartplatzierungen.
Nach der Trennung von Bronski Beat im Jahr 1985 gründete Somerville mit dem Keyboarder Richard Coles das Duo The Communards. Die größten Hits dieser Formation sind die Coverversionen der 1970er-Jahre-Titel Don’t Leave Me This Way von Harold Melvin and the Blue Notes und Never Can Say Goodbye von The Jackson Five.
Vor allem sein außergewöhnlicher Falsettgesang gab dem Synthie-Pop der Gruppen einen besonderen Wiedererkennungswert. In den Texten ging es vorrangig um Homosexualität, oft in gefühlvoller Auseinandersetzung mit der körperlichen Seite, und um die Isolation und Ablehnung der jüngeren Generation Schwuler in ländlichen Gegenden, die sie sehr oft dazu zwingt, ihre Heimatorte zu verlassen.
Seit 1989 ist Somerville als Solist tätig. Die Single Comment te dire adieu erschien im Oktober 1989 und platzierte sich in den Charts in Deutschland und Großbritannien. Die im Dezember veröffentlichte zweite Auskopplung vom goldprämierten Album Read My Lips, You Make Me Feel (Mighty Real), eine Coverversion des 1978er Hits des Discosängers Sylvester, stieg Anfang 1990 in die Charts Deutschlands und Englands. Das Lied, das im Vereinigten Königreich Platz 5 erreichte, ist die erfolgreichste Solosingle Somervilles. Auch der Titeltrack des Albums, Read My Lips (Enough Is Enough), konnte sich im Frühjahr 1990 in den Hitparaden platzieren.

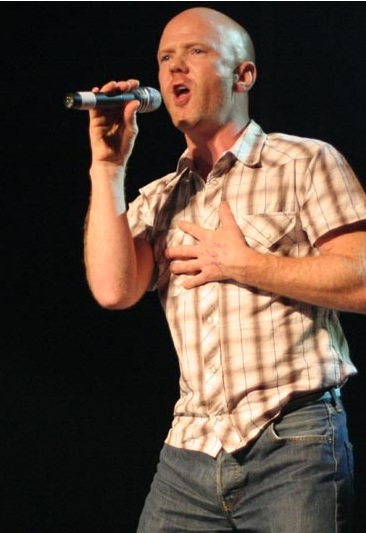
Jimmy Somerville, 2006

Mit der Coverversion des Bee-Gees-Songs To Love Somebody, einer Auskopplung des Albums The Singles Collection 1984/1990, auf dem die größten Hits aus der Zeit mit Bronski Beat und The Communards zu hören sind, setzte sich im November des Jahres die Karriere Somervilles fort. Das Lied wurde ähnlich erfolgreich wie You Make Me Feel (Mighty Real), konnte sich sogar in Österreich und der Schweiz platzieren. Das Album kam in die Top 10 in Deutschland, Österreich, der Schweiz und Großbritannien, wurde in Deutschland mit einer Goldenen und in der Schweiz mit einer Platin-Schallplatte ausgezeichnet. Weitere Songs des Albums, die 1991 den Weg in die Hitparaden fanden, sind neue Versionen der Bronski-Beat-Singles Smalltown Boy und Run from Love.
Erst 1995 erschien ein neues Studioalbum, Dare to Love. Das im Januar ausgekoppelte Lied Heartbeat stand in Deutschland im unteren Chartbereich und platzierte sich im Vereinigten Königreich unter den Top 25. In den Billboard-Dance-Charts (Hot Dance Music/Club Play) wurde das Lied zum Überraschungshit und erreichte die Spitzenposition. Die Folgesingle Hurt so Good ist der letzte Top-20-Hit Somervilles in seiner Heimat.
Die Pausen zwischen seinen Alben betragen seither immer mindestens fünf Jahre. Manage the Damage aus dem Jahr 1999 konnte nicht mehr an die alten Erfolge anknüpfen. Erst 2004 veröffentlichte er eine neue Single mit dem Titel It’s So Good. In Deutschland trat Somerville bei Konzerten von Rosenstolz im Vorprogramm auf. 2005 erschien, nach mehrfachen Verschiebungen, das Album Home Again, auf dem auch eine Version des Songs But Not Tonight von Depeche Mode enthalten ist. Mit der Auskopplung Ain’t No Mountain High Enough, einer neuen Version des 1967er Hits von Marvin Gaye und Tammi Terrell, wurde letztmals eine Single Somervilles in den deutschen Charts gelistet. Weitere Alben sind Suddenly Last Summer (2009), das auch als limitiertes Digipak mit DVD erschien, und Homage (2015).

## Diskografie

### Studioalben
| Jahr | Titel        | Höchstplatzierung, Gesamtwochen, AuszeichnungChartplatzierungen (Jahr, Titel, Platzierungen, Wochen, Auszeichnungen, Anmerkungen) | Höchstplatzierung, Gesamtwochen, AuszeichnungChartplatzierungen (Jahr, Titel, Platzierungen, Wochen, Auszeichnungen, Anmerkungen) | Höchstplatzierung, Gesamtwochen, AuszeichnungChartplatzierungen (Jahr, Titel, Platzierungen, Wochen, Auszeichnungen, Anmerkungen) | Höchstplatzierung, Gesamtwochen, AuszeichnungChartplatzierungen (Jahr, Titel, Platzierungen, Wochen, Auszeichnungen, Anmerkungen) | Höchstplatzierung, Gesamtwochen, AuszeichnungChartplatzierungen (Jahr, Titel, Platzierungen, Wochen, Auszeichnungen, Anmerkungen) | Anmerkungen |
| Jahr | Titel        | DE | AT | CH | UK | US | Anmerkungen |
| ---- | ------------ | --- | --- | --- | --- | --- | --- |
| 1989 | Read My Lips | DE29 (18 Wo.)DE | — | — | UK29 Gold · (14 Wo.)UK | US192 (2 Wo.)US | Erstveröffentlichung: 27. November 1989 Produzenten: Avril Mackintosh, Jess-E, Pascal Gabriel, Stephen Hague |
| 1995 | Dare to Love | DE79 (5 Wo.)DE | — | CH45 (3 Wo.)CH | UK38 (3 Wo.)UK | — | Erstveröffentlichung: 12. Juni 1995 Produzenten: Chuck Norman, Gary Wilkinson, Stephen Hague |
| 2004 | Home Again   | DE48 (2 Wo.)DE | — | — | — | — | Erstveröffentlichung: 23. November 2004 Produzenten: Felix J. Gauder, Milan Sajé, Stefan Fornaro, Tillmann Uhrmacher, Peter Plate, Ulf Leo Sommer, Paul Mac, John Winfield, Andrea Remondini, Mauro Picotto, Jam El Mar, Cet Merlin |

Weitere Studioalben
- 1999: Manage the Damage
- 2009: Suddenly Last Summer
- 2015: Homage

### Livealben
- 2016: Live and Acoustic at Stella Polaris (limitiert; Aufnahme: 2. August 2015, Stella Polaris Festival, Dänemark)

### Kompilationen
| Jahr | Titel                            | Höchstplatzierung, Gesamtwochen, AuszeichnungChartplatzierungen (Jahr, Titel, Platzierungen, Wochen, Auszeichnungen, Anmerkungen) | Höchstplatzierung, Gesamtwochen, AuszeichnungChartplatzierungen (Jahr, Titel, Platzierungen, Wochen, Auszeichnungen, Anmerkungen) | Höchstplatzierung, Gesamtwochen, AuszeichnungChartplatzierungen (Jahr, Titel, Platzierungen, Wochen, Auszeichnungen, Anmerkungen) | Höchstplatzierung, Gesamtwochen, AuszeichnungChartplatzierungen (Jahr, Titel, Platzierungen, Wochen, Auszeichnungen, Anmerkungen) | Höchstplatzierung, Gesamtwochen, AuszeichnungChartplatzierungen (Jahr, Titel, Platzierungen, Wochen, Auszeichnungen, Anmerkungen) | Anmerkungen                                                                               |
| Jahr | Titel                            | DE | AT | CH | UK | US | Anmerkungen                                                                               |
| ---- | -------------------------------- | --- | --- | --- | --- | --- | ----------------------------------------------------------------------------------------- |
| 1990 | The Singles Collection 1984/1990 | DE4 Gold · (50 Wo.)DE | AT10 (13 Wo.)AT | CH4 Platin · (25 Wo.)CH | UK4 (26 Wo.)UK | — | Erstveröffentlichung: 12. November 1990 Jimmy Somerville, Bronski Beat und The Communards |
| 2001 | The Very Best Of                 | DE49 (1 Wo.)DE | — | — | UK29 Gold · (5 Wo.)UK | — | Erstveröffentlichung: 3. September 2001 Jimmy Somerville, Bronski Beat und The Communards |

Weitere Kompilationen
- 1990: Greatest Hits (EP)
- 1991: Jimmy Somerville
- 2000: Root Beer
- 2009: For a Friend: The Best Of (Jimmy Somerville, Bronski Beat und The Communards; 2 CDs)
- 2014: Dance & Desire: Rarities & Videos (Jimmy Somerville, Bronski Beat und The Communards; 2 CDs + DVD)
- 2016: Club Homage

### Singles
| Jahr | Titel Album                                                 | Höchstplatzierung, Gesamtwochen, AuszeichnungChartplatzierungen (Jahr, Titel, Album, Platzierungen, Wochen, Auszeichnungen, Anmerkungen) | Höchstplatzierung, Gesamtwochen, AuszeichnungChartplatzierungen (Jahr, Titel, Album, Platzierungen, Wochen, Auszeichnungen, Anmerkungen) | Höchstplatzierung, Gesamtwochen, AuszeichnungChartplatzierungen (Jahr, Titel, Album, Platzierungen, Wochen, Auszeichnungen, Anmerkungen) | Höchstplatzierung, Gesamtwochen, AuszeichnungChartplatzierungen (Jahr, Titel, Album, Platzierungen, Wochen, Auszeichnungen, Anmerkungen) | Höchstplatzierung, Gesamtwochen, AuszeichnungChartplatzierungen (Jahr, Titel, Album, Platzierungen, Wochen, Auszeichnungen, Anmerkungen) | Höchstplatzierung, Gesamtwochen, AuszeichnungChartplatzierungen (Jahr, Titel, Album, Platzierungen, Wochen, Auszeichnungen, Anmerkungen) | Anmerkungen |
| Jahr | Titel Album                                                 | DE | AT | CH | UK | US | Dance | Anmerkungen |
| ---- | ----------------------------------------------------------- | --- | --- | --- | --- | --- | --- | --- |
| 1989 | Comment te dire adieu Read My Lips                          | DE25 (15 Wo.)DE | — | — | UK14 (9 Wo.)UK | — | — | Erstveröffentlichung: 30. Oktober 1989 mit June Miles-Kingston; franz. Text: Serge Gainsbourg Autoren: Arnold Goland, Jack Gold Original: Margaret Whiting – It Hurts to Say Goodbye, 1966 |
| 1990 | You Make Me Feel (Mighty Real) Read My Lips                 | DE22 (13 Wo.)DE | — | — | UK5 (9 Wo.)UK | US87 (4 Wo.)US | Dance34 (5 Wo.)Dance | Erstveröffentlichung: 1. Januar 1990 Autoren: James Wirrick, Sylvester James Original: Sylvester, 1978                                                                                     |
| 1990 | Read My Lips (Enough Is Enough) Read My Lips                | DE57 (9 Wo.)DE | — | — | UK26 (6 Wo.)UK | — | — | Erstveröffentlichung: 5. März 1990 Autor: Jimmy Somerville |
| 1990 | To Love Somebody The Singles Collection 1984/1990           | DE20 (30 Wo.)DE | AT5 (16 Wo.)AT | CH11 (14 Wo.)CH | UK8 (11 Wo.)UK | — | — | Erstveröffentlichung: 22. Oktober 1990 Autoren: Robin Gibb, Barry Gibb Original: Bee Gees, 1967                                                                                            |
| 1991 | Smalltown Boy (1991 Remix) The Singles Collection 1984/1990 | DE28 (9 Wo.)DE | — | — | UK32 (4 Wo.)UK | — | — | Erstveröffentlichung: 21. Januar 1991 mit Bronski Beat (Original 1984), Remix: Stephen Hague Autoren: Jimmy Somerville, Larry Steinbachek, Steve Bronski                                   |
| 1991 | Run from Love The Singles Collection 1984/1990              | DE98 (1 Wo.)DE | — | — | UK52 (2 Wo.)UK | — | — | Erstveröffentlichung: 29. Juli 1991 Autoren: Jimmy Somerville, Larry Steinbachek, Steve Bronski Original: Bronski Beat, 1985                                                               |
| 1995 | Heartbeat Dare to Love                                      | DE54 (10 Wo.)DE | — | — | UK24 (4 Wo.)UK | — | Dance1 (13 Wo.)Dance | Erstveröffentlichung: 16. Januar 1995 Autoren: Jimmy Somerville, Matt Rowe, Richard Stannard                                                                                               |
| 1995 | Hurt so Good Dare to Love                                   | DE69 (10 Wo.)DE | — | — | UK15 (6 Wo.)UK | — | — | Erstveröffentlichung: 15. Mai 1995 Autor: Phillip Mitchell Original: Katie Love & the Four Shades of Black, 1971                                                                           |
| 1995 | By Your Side Dare to Love                                   | — | — | — | UK41 (2 Wo.)UK | — | — | Erstveröffentlichung: 16. Oktober 1995 Autoren: Jimmy Somerville, Matt Rowe, Richard Stannard                                                                                              |
| 1997 | Safe –                                                      | — | — | — | — | — | Dance39 (4 Wo.)Dance | Erstveröffentlichung: August 1997 Remixe: Todd Terry, DJ Tonka Autoren: Gary Butcher, Jimmy Somerville                                                                                     |
| 1997 | Dark Sky Manage the Damage                                  | — | — | — | UK66 (1 Wo.)UK | — | — | Erstveröffentlichung: 1. September 1997 Autoren: Jimmy Somerville, Sally Herbert |
| 1999 | Something to Live For Manage the Damage                     | DE100 (1 Wo.)DE | — | — | — | — | — | Erstveröffentlichung: Mai 1999 Autoren: Ed Monaghan, Jimmy Somerville, Sally Herbert |
| 2005 | Ain’t No Mountain High Enough Home Again                    | DE88 (2 Wo.)DE | — | — | — | — | — | Erstveröffentlichung: Februar 2005 Autoren: Nickolas Ashford, Valerie Simpson Original: Marvin Gaye und Tammi Terrell, 1967                                                                |

Weitere Singles
- 1988: The Last Infanta (Uno mit Jimmy Somerville)
- 1993: Coming
- 1996: Star (The Weather Girls feat. Jimmy Somerville)
- 1999: Lay Down
- 2000: Why (Almighty 2000 Mixes)
- 2001: Can’t Take My Eyes Off of You
- 2004: It’s so Good
- 2004: Come On
- 2007: You & Me (Blue Ray feat. Jimmy Somerville)
- 2010: Bright Thing
- 2011: Momentum (EP)
- 2012: Solent (EP)
- 2014: Travesty
- 2014: Back to Me
- 2015: Lights Are Shining
- 2015: Learned to Talk
- 2016: Lovers Unlimited (mit John Winfield)
- 2016: Don’t Leave Me This Way – Live & Acoustic at Stella Polaris

## Auszeichnungen für Musikverkäufe
| Silberne Schallplatte - Frankreich - 1989: für die Single Comment te dire adieu Goldene Schallplatte - Frankreich - 1990: für das Album Read My Lips - Niederlande - 1991: für das Album The Singles Collection 1984/1990 | Platin-Schallplatte - Frankreich - 1991: für das Album The Singles Collection 1984/1990 |

Anmerkung: Auszeichnungen in Ländern aus den Charttabellen bzw. Chartboxen sind in ebendiesen zu finden.
| Land/RegionAuszeichnungen für Musikverkäufe (Land/Region, Auszeichnungen, Verkäufe, Quellen) | Silber  | Gold     | Platin     | Verkäufe | Quellen           |
| -------------------------------------------------------------------------------------------- | ------- | -------- | ---------- | -------- | ----------------- |
| Deutschland (BVMI)                                                                           | —       | Gold1    | —          | 250.000  | musikindustrie.de |
| Frankreich (SNEP)                                                                            | Silber1 | Gold1    | Platin1    | 650.000  | infodisc.fr       |
| Niederlande (NVPI)                                                                           | —       | Gold1    | —          | 50.000   | nvpi.nl           |
| Schweiz (IFPI)                                                                               | —       | —        | Platin1    | 50.000   | hitparade.ch      |
| Vereinigtes Königreich (BPI)                                                                 | —       | 2× Gold2 | —          | 200.000  | bpi.co.uk         |
| Insgesamt                                                                                    | Silber1 | 5× Gold5 | 2× Platin2 |          |                   |

## Auszeichnungen
- RSH-Gold, 1991: Kategorie „Kraftrille des Jahres“ – Lied: To Love Somebody